# Aigialus
Aigialus es un género de hongos en la familia Massariaceae.